# Tschebyscheff-Filter
Tschebyscheff-Filter sind kontinuierliche Frequenzfilter, die auf ein möglichst scharfes Abknicken des Frequenzgangs bei der Grenzfrequenz ωg ausgelegt sind. Dafür verläuft die Verstärkung im Durchlassbereich oder im Sperrbereich nicht monoton, sondern besitzt eine festzulegende Welligkeit (Ripple). Innerhalb einer Ordnung ist der Abfall umso steiler, je größer die zugelassene Welligkeit ist. Sie sind benannt nach Pafnuti Lwowitsch Tschebyschow (früher transkribiert als Tschebyscheff).
Es wird zwischen Tschebyscheff-Filtern vom Typ I und vom Typ II unterschieden. Tschebyscheff-Filter vom Typ I besitzen im Durchlassbereich einen oszillierenden Verlauf der Übertragungsfunktion. Tschebyscheff-Filter vom Typ II besitzen die Welligkeit der Übertragungsfunktion im Sperrbereich und werden in der Fachliteratur auch als inverse Tschebyscheff-Filter bezeichnet.

## Übertragungsfunktion

Übertragungsfunktion eines Tschebyscheff-Filters 4. Ordnung vom Typ I mit auf die Grenzfrequenz bezogenen Frequenzverlauf

Für den Bereich {\displaystyle 0\leq x\leq 1} besitzen die Tschebyscheff-Polynome {\displaystyle T_{n}} die gewünschten Eigenschaften. Für {\displaystyle x\geq 1} wachsen die Tschebyscheff-Polynome monoton.
Um mit Hilfe der Tschebyscheff-Polynome einen Tiefpass herzustellen, setzt man
{\displaystyle \left|{\underline {A}}\right|^{2}={\frac {kA_{0}^{2}}{1+\varepsilon ^{2}T_{n}^{2}(P)}}}
mit
{\displaystyle k}
so gewählt, dass für x=0 {\displaystyle \left|{\underline {A}}\right|^{2}=A_{0}^{2}} wird.
{\displaystyle \varepsilon } ist ein Maß für die Welligkeit.

## Koeffizienten
Bringt man die Übertragungsfunktion in die Form
{\displaystyle A[P]={\frac {A_{0}}{\prod _{i}(1+a_{i}P+b_{i}P^{2})}}}
ergeben sich für die Koeffizienten {\displaystyle a_{i}} und {\displaystyle b_{i}} folgende Beziehungen:
Ordnung n des Filters gerade:
{\displaystyle a_{i}^{\prime }=2b_{i}^{\prime }\sinh \gamma \cos {\frac {(2i-1)\pi }{2n}}}
{\displaystyle b_{i}^{\prime }={\frac {1}{\cosh ^{2}\gamma -\cos ^{2}{\frac {(2i-1)\pi }{2n}}}}}
Ordnung n des Filters ungerade:
{\displaystyle a_{1}^{\prime }={\frac {1}{\sinh \gamma }}}
{\displaystyle b_{1}^{\prime }=0}
{\displaystyle a_{i}^{\prime }=2b_{i}^{\prime }\sinh \gamma \cos {\frac {(i-1)\pi }{n}}}
{\displaystyle b_{i}^{\prime }={\frac {1}{\cosh ^{2}\gamma -\cos ^{2}{\frac {(i-1)\pi }{n}}}}}
Diese Koeffizienten sind so gewählt, dass die Grenzfrequenz {\displaystyle \omega _{\mathrm {g} }} auf die letzte Frequenz normiert ist, an der die gewählte Verstärkung das letzte Mal angenommen wird.

## Eigenschaften
Das Tschebyscheff-Filter besitzt folgende Eigenschaften:
- welliger Frequenzverlauf je nach Typus im Durchlassbereich oder im Sperrbereich.
- sehr steiles Abknicken bei der Grenzfrequenz, verbessert sich mit der Ordnung und der Welligkeit.
- beträchtliches Überschwingen bei der Sprungantwort, verschlechtert sich mit der Ordnung und Welligkeit.
- lässt man die Welligkeit gegen 0 gehen, geht das Tschebyscheff-Filter in ein Butterworth-Filter über.
- keine konstante Gruppenlaufzeit im Durchlassbereich.

## Digitale Realisierung
Für eine digitale Realisierung des Tschebyscheff-Filters transformiert man zunächst die einzelnen Biquads mittels bilinearer Transformation und kaskadiert diese mit den entsprechenden Koeffizienten {\displaystyle a_{i}} und {\displaystyle b_{i}}. Im Folgenden ist dies für ein Tiefpassfilter mit gerader Ordnung n durchgeführt worden.
Die Z-Transformierte eines Biquads sieht generell wie folgt aus:
{\displaystyle S(Z)={\frac {a(Z)}{b(Z)}}={\frac {\alpha _{0}+\alpha _{1}\cdot Z^{-1}+\alpha _{2}\cdot Z^{-2}}{1+\beta _{1}\cdot Z^{-1}+\beta _{2}\cdot Z^{-2}}}}.
Diese Gleichung transformiert sich in den Zeitbereich wie folgt:
{\displaystyle y[n]=\alpha _{0}\cdot x[n]+\alpha _{1}\cdot x[n-1]+\alpha _{2}\cdot x[n-2]-\beta _{1}\cdot y[n-1]-\beta _{2}\cdot y[n-2]}
Die Koeffizienten {\displaystyle \alpha _{i}} und {\displaystyle \beta _{i}} berechnen sich aus den Koeffizienten {\displaystyle a_{i}} und {\displaystyle b_{i}} folgendermaßen:
{\displaystyle K=\tan \left(\pi {\frac {\text{Frequenz}}{\text{Abtastrate}}}\right)} (Prewarp der Frequenz)
{\displaystyle b_{i}={\frac {1}{\cosh(\gamma )^{2}-\cos ^{2}{\frac {(2i-1)\cdot \pi }{n}}}}}
{\displaystyle a_{i}=K\cdot 2b_{i}\cdot \sinh(\gamma )\cdot \cos {\frac {(2i-1)\cdot \pi }{n}}}
{\displaystyle \gamma } ist dabei ein Maß für das Überschwingen:
{\displaystyle \gamma ={\frac {\operatorname {arsinh} ({\text{Ripple in dB}})}{n}}}
Die Koeffizienten berechnen sich dann zu:
{\displaystyle \alpha _{0}=K\cdot K}
{\displaystyle \alpha _{1}=2\cdot K^{2}}
{\displaystyle \alpha _{2}=K\cdot K}
{\displaystyle \beta _{0}^{\prime }=(a_{0}+K^{2}+b_{0})}
{\displaystyle \beta _{1}^{\prime }=2\cdot (b_{1}-K^{2})}
{\displaystyle \beta _{2}^{\prime }=(a_{2}-K^{2}-b_{2})}
{\displaystyle \beta _{1}=\beta _{1}^{\prime }/\beta _{0}^{\prime }}
{\displaystyle \beta _{2}=\beta _{2}^{\prime }/\beta _{0}^{\prime }}
Um Filter höherer Ordnung zu realisieren, braucht man nur mehrere Biquad-Sektionen zu kaskadieren. Die Umsetzung digitaler Tschebyscheffilter erfolgt in IIR-Filterstrukturen (rekursive Filterstruktur).